# شون جار
شون جار (بالروسية: Чон-Джар)، (باللاتينية: Chon-Jar) (بالعربية: شون جار)، قرية في مقاطعة تشوي، في قيرغيزستان. بلغ عدد سكانها حوالي 484 نسمة في عام 2015.